# 4807 Noboru
A 4807 Noboru (ideiglenes jelöléssel 1991 AO) a Naprendszer kisbolygóövében található aszteroida. Kobajasi Takao fedezte fel 1991. január 10-én.